# Lochindorb Castle
Lochindorb Castle ist die Ruine einer Niederungsburg auf einer künstlichen Insel im See Lochindorb 10,4 km nordwestlich von Grantown-on-Spey in der schottischen Council Area Highland.

## Geschichte
Das im 13. Jahrhundert errichtete Lochindorb Castle war eine Festung des Clan Comyn, der Lords of Badenoch. Es wurde 1303 von Eduard I. und wenige Jahre später erneut von dessen Sohn eingenommen. Letzterer ließ es ausbauen. Ab 1372 war es in Besitz von Alexander Stewart, 1. Earl of Buchan, dem „Wolf of Badenoch“.
Auf königlichen Befehl hin wurde Lochindorb Castle 1458 zerstört, nachdem sich sein damaliger Besitzer, Archibald Douglas, Earl of Moray, gegen den König gewandt hatte. Danach wurde es nie mehr aufgebaut.
Untersuchungen des Scottish Trust for Underwater Technology bestätigten im Jahre 1993 die Vermutung, dass Lochindorb Castle auf einer künstlichen Insel erbaut wurde.

## Beschreibung
Die Burgruine besteht aus den Resten einer vierseitigen Kurtine, die an den Ecken mit Rundtürmen verstärkt wurde. In der Ostmauer sitzt der Eingang, der nicht besonders gesichert gewesen zu sein scheint. Die Mauern stehen trotz der Schleifung noch fast bis zu ihrer vollen, ehemaligen Höhe.
Untersuchungen des Burggeländes im Auftrag von Historic Scotland in den Jahren 2009 und 2010 deckten etliche Parallelen zu Inverlochy Castle, das ebenfalls dem Clan Comyn gehörte, auf. So fand man im Hof Fundamente von vier Gebäuden, die man für die Reste eines Rittersaals und eines Schlafkammertrakts hält.
Lochindorb Castle gilt als Scheduled Monument.